# Efeito Hall quântico fracionário
O efeito Hall quântico fracionário (FQHE) é um fenômeno físico no qual a condutância de Hall de elétrons bidimensionais mostra precisamente platôs quantizados em valores fracionários de {\displaystyle e^{2}/h}.